# Pirâmide pentagonal
Em geometria, uma pirâmide pentagonal é uma pirâmide com uma base pentagonal, onde são erguidos cinco faces triangulares que se conectam em um ponto. Como toda pirâmide, é autodual.
É constituída por 1 pentágono e 5 triângulos.
Se o pentágono é regular e os triângulos são equiláteros é um dos sólidos de Johnson (J2).
Tem 6 vértices, 6 faces e 10 arestas.

## Exemplos resolver

Pirâmide pentagonal (Matemateca IME-USP)